# Wyżyna Brneńska
Wyżyna Brneńska (czes. Brněnská vrchovina) – makroregion w obrębie Masywu Czeskiego, leżący we wschodniej części Wyżyny Czeskomorawskiej, na Morawach.
Jest to kraina górzysta i pagórkowata. Najbardziej znana jest Wyżyna Drahańska, w obrębie której leży Kras Morawski (czes. Moravský kras).
Leży w dorzeczu Dunaju.
Graniczy na zachodzie z Masywem Czeskomorawskim (czes. Českomoravská vrchovina), na północnym zachodzie, na krótkim odcinku z Płytą Wschodnioczeską (czes. Východočeská tabule), na północy z Sudetami Środkowymi (czes. Orlická oblast, Střední Sudety, Středosudetská oblast), na północnym wschodzie z Sudetami Wschodnimi (czes. Jesenická oblast, Východosudetská oblast, Východní Sudety), na wschodzie i południowym wschodzie z Podkarpaciem Zachodnim (czes. Západní Vněkarpatské sníženiny).

## Podział
- Rów Boskowicki (czes. Boskovická brázda)
- Wyżyna Drahańska (czes. Drahanská vrchovina)
- Wyżyna Bobrawska (czes. Bobravská vrchovina)

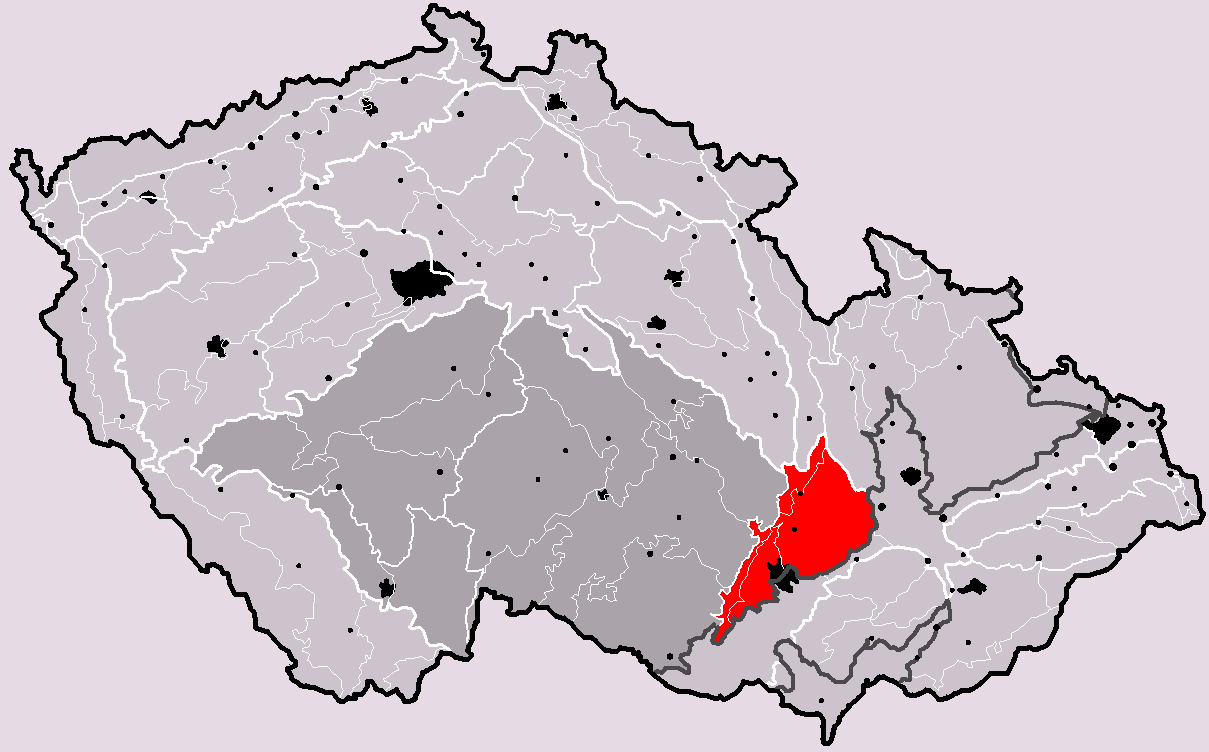
Położenie Wyżyny Brneńskiej